# كانديلا (أيتوليا كي أكارنانيا)
كانديلا (Κανδήλα) هي مدينة في أيتوليا كي أكارنانيا في مقاطعة كينتريكي إلادا في اليونان.
يبلغ عدد سكانها حوالي 1194 نسمة.